# Raúl Zamudio
Raúl Zamudio (Tijuana, México, 1959) Historiador del arte, curador independiente, y crítico mexicano. Raúl Zamudio, nombre materno Taylor, nacido en Tijuana, México, fue criado en San Diego, California y se trasladó a la ciudad de Nueva York, donde actualmente vive y trabaja. Recibió estudios de postgrado y postgrado en historia del arte de la City University de Nueva York, y también estudió en las siguientes instituciones: Universidad de Vassar, Universidad Laval, Universidad de Columbia y el Instituto de Bellas Artes de la Universidad de Nueva York. Es alumno del programa de estudios independientes del Museo Whitney en Estudios Críticos.

## Trayectoria profesional
Ha publicado más de 200 textos en libros, catálogos de exposición en museos y galerías y en las siguientes revistas: Contemporary, Tema Celeste, TRANS, [Art Notes], PART, Zingmagazine, Art Culture Seoul, The Journal of the West, Estilo, Laboratory, Bridge, Public Art, Framework: The Finnish Art Review, y Flash Art. Es corresponsal a Art Nexus (Miami/Bogotá). 
Sus escritos fueron anotados por Reed Johnson en Los Angeles Times en un artículo sobre la guerra y la belleza. Ha curado más de 150 exposiciones individuales y colectivas en América, Asia, y Europa. Sus exposiciones incluyen: co-curador, Constellations, 2009 Beijing 798 Biennial; director artístico, 2008 Yeosu International Art Festival; co-curador, Turn and Widen: 2008 Media City Seoul International Media Art Biennial; co-curador Poles, Apart, Poles Together 2005 Venice Biennial. Vive y trabaja en Nueva York. Teresa Margolles

## Publicaciones

### 2010
- The Pavilion of Realism, coautor con M. Betheaux, Shanghái, China: Other Gallery.
- Damian Ontiveros, Nuevo León, México: Autonomous University of Nuevo León.
- The Metamorphosis, Shanghái, China: Other Gallery.

### 2009
- Eternal Recurrence: The Art of Claudia Doring Baez, New York, NY: Chelsea Art Museum.
- Eternal Recurrence: The Art of Lucero, New York, NY: Chelsea Art Museum.
- Constellations: 2009 Beijing 798 Biennale, coautor, Beijing, China: Art Map.
- Lee Bae, coautor con H. Debailleux, O. Kwang Sui, y P. Piguet, Beijing, China: Today Art Museum.
- My Mother's Garden, Seoul, Korea: Kim Hung Sun and Gallery 101 Space.

### 2008
- An Woong Chul: Sky Pictures, Seoul, Korea: Art and Dream.
- Garden of Delights, Yeosu, Korea: Jinnam Cultural Center, and Chonnam University.
- Jorge Talca, Pinturas/Paintings, con D. Kuspit, Santiago, Chile: Quebecor.
- Oh Chi Gyun: Defining Landscapes, con P. Hoban, K. Boggi, y R. Vine, Manchester, Vermont: Hudson Hills.
- Turn and Widen: 5th Seoul International Media Art Biennale, coautor, Seoul, Korea: Seoul Museum of Art.

### 2007
- SURGE, con M. Hungerbuhler, Beijing, China: Artist Network, and OCT Contemporary Art Terminal.

### 2006
- Dubler/Body Double, con E. Kościelak Wroclaw, Poland: Polish Ministry of Culture, and Centrum Kultury Zamek Wroclaw-Lesnica.

### 2004
- Airan Kang, Digital Book Project, con A. Kang, y S.Park, Seoul, Korea
- Haesook Kim: Weltanschauung, Seoul, Korea, and New York, NY: Tenri Cultural Institute.
- Norma Bessout: The Journey, con D. Kuspit, Boston, Mass.: Arden Gallery.

### 2002
- 'Op-Ed: Gerard Byrne, con J. Fabricus, y A. Fletcher, Dublin, Ireland: Limerick City Gallery of Art, and The Douglas Hyde Gallery.